# Memorial Valley Massacre
Memorial Valley Massacre è un film del 1989 diretto da Robert C. Hughes.

## Trama
In occasione del Memorial Day, un gruppo di persone si reca a passare alcuni giorni di riposo presso la Memorial Valley. Essi ignorano che il luogo è abitato da un ragazzo dalle fattezze primitive che vive nei boschi ed uccide tutti coloro che si recano in quel luogo a campeggiare.